# Queen Alexandra's Memorial Ode

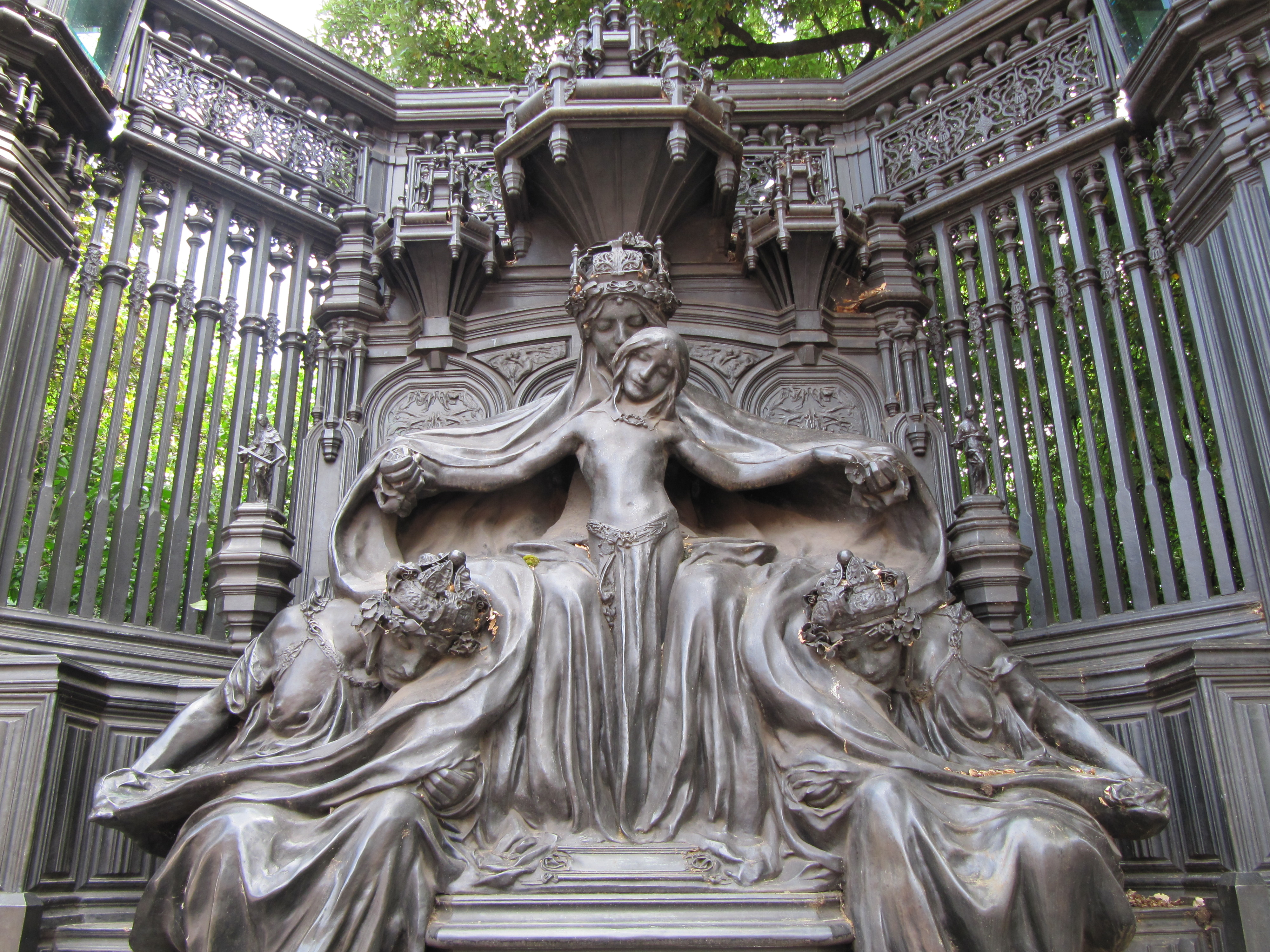
Détail du mémorial de la reine Alexandra, situé en face du Palais Saint James à Londres

Queen Alexandra's Memorial Ode, So many true Princesses who have gone est une ode écrite par John Masefield et mise en musique pour chœur et orchestre par Edward Elgar à l'occasion de l'inauguration le 8 juin 1932 du mémorial (en) de Sir Alfred Gilbert en l'honneur de la reine Alexandra devant Marlborough House à Londres.

## Histoire
Il s'agit de la première commande de Masefield en tant que poète lauréat, et Elgar, en tant que maître de la musique du roi est chargé de composer la musique à la mi-mai 1932, peu avant son soixante-quinzième anniversaire. Elgar pense initialement à un accompagnement orchestral mais, en raison d'un changement de plan, l'accompagnement est réarrangé à la hâte par le capitaine Andrew Harris des Welsh Guards afin qu'il puisse être joué par une fanfare militaire (en).
Le jour choisi par le roi pour l'inauguration du mémorial est l'Alexandra Rose Day (en). Au début de la cérémonie à l'extérieur de Marlborough House, Elgar, vêtu de magnifiques robes, crée l'œuvre en dirigeant les enfants du chœur de la Chapel Royal, la chorale de l'abbaye de Westminster et la fanfare des gardes,.
Sir David Willcocks, qui figurait âgé alors de douze ans au nombre des choristes présents lors de l’inauguration, se remémore l’événement (au cours d’une conversation avec Andrew Neill) :
« I remember it was a fine day and we were in cassocks and surplices. I was from Westminster Abbey but the choirs taking part, if I remember rightly, were the choirs of St Paul’s Cathedral, The Chapel Royal and Westminster Abbey. We were stretched out in a semi-circle and I happened to be on the end of the row. After the performance I said to one of the St Paul’s boys: ‘Elgar seems to be looking in our direction’; and of course the chap said: ‘No, he was looking at us the whole time.’ Elgar has that all embracing gaze, and I remember feeling that I was in the presence of a great person. Of course he had great charisma. »
« Je me souviens que c’était une belle journée et que nous étions en soutane et en surplis. Je venais de l’abbaye de Westminster mais les chœurs qui participaient aux célébrations étaient, si j’ai bonne mémoire, ceux de la cathédrale St Paul, de la Chapel Royal et de l’abbaye de Westminster. Nous formions un demi-cercle et il se trouve que j’étais en bout de rang. Une fois l’interprétation achevée, je dis à un des garçons de St Paul: « Elgar semble regarder dans notre direction » ; ce à quoi le gars me répondit bien sûr: « Non, il ne nous a pas quitté des yeux ». Elgar avait ce regard qui embrasse tout et je me rappelle m’être senti en présence d’un grand personnage. Il avait, naturellement, un formidable charisme. »
L'Ode n'a jamais été publiée et les parties d'orchestre et de fanfare ont depuis été perdues. Le seul manuscrit de l'œuvre se trouve à la bibliothèque de la chapelle Saint-Georges de Windsor : une partition vocale écrite à la main par le compositeur qui comprend des indications sur l'instrumentation orchestrale.

## Analyse
L'œuvre commence par une courte partie dans un style fanfare suivie d'un long prélude joué par l'orchestre (ou la fanfare) avant que le chœur n'entre, seul, avec les paroles « So many true princesses who have gone ». Il est à noter que bien que l'œuvre soit en mi bémol, elle se termine par la tonalité sous-dominante de si bémol, donnant un sentiment d'incomplétude : on ne sait pas si le compositeur avait eu l'intention de prolonger l'œuvre ou si l'effet est intentionnel. Cependant l'effet d'ensemble est d'une simplicité et d'une mélancolie appropriées et semble demander une instrumentation délicate.
Il y a quatre versets de quatre lignes et le temps d'exécution est d'environ six minutes.

## Paroles
Les paroles de la chanson ont été écrites par John Masefield.
So many true princesses who have gone

Over the sea, as love or duty bade,

To share abroad, till Death a foreign throne,

Have given all things, and been ill repaid.

Hatred has followed them and bitter days.

But this most lovely woman and loved Queen

Filled all the English nation with her praise;

We gather now to keep her memory green.

Here, at this place, she often sat to mark

The tide of London life go roaring by,

The day-long multitude, the lighted dark,

The night-long wheels, the glaring in the sky.

Now here we set memorial of her stay,

That passers-by remember with a thrill:

"This lovely princess came from far away

And won our hearts, and lives within them still
— John Masefield

## Enregistrements
- Chœur et piano : So many true princesses who have gone (Queen Alexandra Memorial Ode) and other music by Elgar, interprété par Barry Collett (piano) et le chœur Tudor. CD – The Unknown Elgar – Pearl SHECD9635
- Chœur et orchestre : Queen Alexandra's Memorial Ode arrangé par John Morrison pour chœur et petit orchestre, interprété par laBristol University Musical Society, St. George's Church Concert Hall, Bristol en 2002
- Chœur et orchestre : So Many True Princesses included with other revivals by Anthony Payne of Elgar's music (Third Symphony, 6th Pomp and Circumstance March). Adrian Partington Singers, BBC National Orchestra of Wales, cond. Richard Hickox. On CHANDOS CHSA5057
- Chœur et fanfare militaire: Musical Opinion: "Lost Elgar work returns to the wind band repertoire" – arrangement of Queen Alexandra's Memorial Ode for choir and wind band by John Morrison in 2010
- Fanfare : Queen Alexandra's Memorial Ode arranged by John Morrison, first public performance, by the Nottingham Concert Band, 22 October 2011
- Chœur et orgue : Westminster Abbey Choir, conducted by James O'Donnell with Robert Quinney (organ) includes Queen Alexandra Memorial Ode (ed. Witt and Quinney) and other music by Elgar. On HYPERION CDA67593